# Sacha van der Weide
Sacha van der Weide (19 september 2001) is een schaatser uit Nederland.
Op de NK Afstanden reed Van der Weide de 500 meter, waar ze op de 21e plek eindigde.

## Records

### Persoonlijke records[2]
| Afstand    | Tijd    | Datum            | Baan       |
| ---------- | ------- | ---------------- | ---------- |
| 500 meter  | 38,68   | 9 november 2024  | Heerenveen |
| 1000 meter | 1.19,23 | 30 december 2021 | Inzell     |
| 1500 meter | 2.05,20 | 2 oktober 2022   | Inzell     |
| 3000 meter | 4.43,37 | 22 oktober 2017  | Erfurt     |

## Resultaten
| Jaar | NK Afstanden       | NK Sprint                |
| ---- | ------------------ | ------------------------ |
| 2022 | 21e 500m           |                          |
| 2023 | 17e 500m           | 17e (17e, 19e, 15e, 17e) |
| 2024 | 15e 500m 18e 1000m | NS3 (15e, 17e, -, -)     |
| 2025 |                    | 11e (8e, 15e, 10e, 12e)  |